# Quinto Apuleyo Pansa
Quinto Apuleyo Pansa  fue un político y militar romano del siglo III a. C., miembro de la gens Apuleya. Durante su consulado, desempeñado en el año 300 a. C., puso sitio a la ciudad de Nequinum, Umbria, pero no pudo tomar el lugar.